# مورتوض علسگرف
مورتوض علسگرف (ترکی آذربایجانی: Murtuz Ələsgərov) سیاستمدار اهل جمهوری آذربایجان و رئیس مجلس ملی این کشور در فاصله زمانی ۱۹۹۶ تا ۲۰۰۵ بود.

## زندگی‌نامه
مورتوض علسگرف در ۲۰ سپتامبر سال ۱۹۲۸، در شهر گنجه آذربایجان شوروی زاده شد. او دانش‌آموخته حقوق از دانشگاه دولتی آذربایجان بود. در سال ۱۹۵۴ به عنوان دانشیار ارشد در دانشگاه دولتی آذربایجان شروع به کار کرده و بعدها ریاست دانشکده حقوق را عهده‌دار شد. در سال ۱۹۵۷، مسئولیت رشته حقوق بین‌الملل، و نیز در سال ۱۹۶۵ تصدی دانشکده حقوق اساسی را به عهده گرفت. او ریاست دانشگاه یادشده را بین سال‌های ۱۹۹۳ الی ۱۹۹۶ در کارنامه خود دارد.
مورتوض علسگرف همچنین دارنده دکترای افتخاری دانشگاه ملی تاراس شفچنکو کی‌یف بود.

## کارنامه سیاسی
مورتوض علسگرف دو بار، در انتخابات پارلمانی سال ۱۹۹۶ و همچنین ۲۰۰۰ آذربایجان یک کرسی در مجلس را ازآن خود کرد. در ۱۶ اکتبر ۱۹۹۶ و نیز دوباره در ۲۴ نوامبر ۲۰۰۰ با رای‌گیری نمایندگان رئیس مجلس انتخاب شد. در سال ۲۰۰۵، اوگتای اسدف جایگزین وی در این سمت شد. در انتخابات سال ۲۰۰۵، مرتض علی‌عسگروف به عنوان نماینده مردم حومه «قاراداغ» باکو به مجلس راه یافت.
او همچنین معاونت حزب آذربایجان نوین را نیز به عهده داشت. بنابه گزارش‌های رسانه‌های جمهوری آذربایجان، مورتوض علسگرف به دلیل وضعیت جسمی نامساعد ناشی از دیابت نتوانست در انتخابات سال ۲۰۱۰ حضور یابد.

## آثار علمی
مورتوض علسگرف مؤلف ۳۰ رساله علمی، کتب درسی، و بالغ بر ۲۰۰ مقاله علمی بود. او در انجمن حقوقدانان آذربایجان، و انجمن حقوق بین‌الملل عضو بود. علی‌عسگروف بر زبان‌های روسی و انگلیسی تسلط کامل داشت.
مورتوض علسگرف پس از پس از تحمل مدت طولانی بیماری در سال ۲۰۱۲ درگذشت.

## نشان‌ها
- نشان «استقلال» جمهوری آذربایجان
- نشان کشورهای مستقل همسود
- نشان دوستی روسیه
- مدال طلای سازمان جهانی همکاری‌های علمی